# I tacchini
I tacchini (Les dindons in francese) è un dipinto a olio su tela (174,5x172,5 cm) realizzato nel 1877 dal pittore francese Claude Monet. È  conservato nel Musée d'Orsay di Parigi.
In questo quadro Monet rappresenta un prato in cui becchettano dei tacchini.